# جنگل‌های جنب‌حاره‌ای مگالایا
جنگل‌های جنب‌حاره‌ای مگالایا (انگلیسی: Meghalaya subtropical forests) بوم‌ناحیه‌ای در شمال شرق هند است که ۴۱٬۷۰۰ کیلومتر مربع (۱۶٬۱۰۰ مایل مربع) مساحت دارد که علاوه بر ایالت مگالایا، بخش‌هایی از جنوب آسام و بخش کوچکی از ناگالند در نزدیکی دیماپور و بنگلادش را در بر می‌گیرد. این بوم‌ناحیه همچنین دارای زیستگاه‌های بسیاری غیر از جنگل‌های جنب‌حاره‌ای است، اما جنگل‌های جنب‌حاره‌ای کوهستانی موجود در مگالایا یک زیست‌بوم مهم است و به دلیل پوشش بسیار گسترده‌تر آن در منطقه، به عنوان مناسب‌ترین نام انتخاب شده است.